# Trágilos
Trágilos (Tragilos) är en ort i Grekland.   Den ligger i prefekturen Nomós Serrón och regionen Mellersta Makedonien, i den nordöstra delen av landet, 300 km norr om huvudstaden Aten. Trágilos ligger 40 meter över havet och antalet invånare är 477.
Terrängen runt Trágilos är platt åt nordost, men åt sydväst är den kuperad.Runt Trágilos är det glesbefolkat, med 19 invånare per kvadratkilometer. Närmaste större samhälle är Mavrothálassa, 1,7 km nordväst om Trágilos. Trakten runt Trágilos består till största delen av jordbruksmark.